# Lophura
Lophura är ett fågelsläkte i familjen fasanfåglar inom ordningen hönsfåglar. Arterna i släktet förekommer från västra Himalaya och södra Kina till Taiwan och Stora Sundaöarna. Följande lista med nio nu levande arter följer AviBase:
- Vietnamfasan (L. edwardsi)
- Taiwanfasan (L. swinhoii)
- Brudfasan (L. bulweri)
- Kalijfasan (L. leucomelanos)
- Silverfasan (L. nycthemera)
- Svart eldrygg (L. erythrophthalma)
- Grå eldrygg (L. pyronota)
- Siamesisk eldrygg (L. diardi)
- Sumatrafasan (L. inornata)
- Rostbukig eldrygg (L. ignita)
- Strimmig eldrygg (L. rufa)

En fossil art finns beskriven:
- Lophura wayrei – sen miocen i norra Pakistan